# Berthold VII de Henneberg
 (Février 2015).
Berthold VII, comte de Henneberg-Schleusingen (surnommé le Sage), né en 1272 à Schleusingen et mort le 13 avril 1340 à Schleusingen était comte de Henneberg-Schleusingen de la mort de son père, en 1284, jusqu'à sa propre mort, en 1340. Il est le fils du comte Berthold V de Henneberg-Schleusingen (~1248-1284) et de la fille du comte Günther VII de Schwarzbourg, Sophie de Schwarzbourg (~1245-1279). Il a été confirmé comme prince du Saint-Empire par le roi des Romains Henri VIII, en 1310.
De 1323 à 1330, il fut le tuteur et le régent de Louis V, duc de Bavière, fils aîné de l'empereur Louis IV le Bavarois, qui avait nommé son fils margrave de Brandebourg et comte de Tyrol à l'âge de huit ans.

## Mariage et enfants
Berthold VII épouse, en 1284, Adélaïde de Hesse (1268-1317), la fille d'Henri Ier de Hesse. Ils ont eu, ensemble, cinq enfants :
- Henri VIII (décédé le 10 septembre 1347), marié à Judith de Brandebourg-Salzwedel ;
- Jean Ier (1289-1359), marié à Elisabeth de Leuchtenberg ;
- Élisabeth de Henneberg (1318-1377), a épousé le burgrave Jean II de Nuremberg. Elle était la grand-mère paternelle de Frederick I, le premier électeur de Brandebourg de la maison de Hohenzollern ;
- Berhold, Chevalier de l'Ordre de Saint-Jean de Jérusalem ;
- Ludwig.